# Mieczysław Wojtkowiak
Mieczysław Wojtkowiak (ur. 21 grudnia 1928 w Poznaniu, zm. 25 stycznia 2024) – profesor nauk medycznych, związany z Wojskowym Instytutem Medycyny Lotniczej w Warszawie; recenzent naukowy, pilot samolotowy, szybowcowy, skoczek spadochronowy. Przeszedł szkolenia na samolotach JAK-18, JAK-12, JAK-11 i TS-8.

## Życiorys
Po ukończeniu nauki w Liceum Ogólnokształcącym im. Karola Marcinkowskiego, rozpoczął studia na Akademii Medycznej w Poznaniu. Jego pasją zawsze było lotnictwo, co spowodowało, że zdecydował się połączyć te dwie dziedziny ze sobą i jeszcze jako student przeszedł kurs medycyny lotniczej. W 1952 r. otrzymał odpowiednie uprawnienia, a w 1953 r. - ukończył studia medyczne.
W latach 50. służył w Legnicy i w Krzesinach, gdzie sprawował funkcję starszego lekarza. W Krzesinach rozpoczął też swoją pracę badawczą. W 1957 r. związał się z Wojskowym Instytutem Medycyny Lotniczej w Warszawie (wówczas: Centrum Badań Lekarskich Lotnictwa - CBLL), w którym pracował aż do emerytury. W 1965 r. obronił stopień doktora. W 1974 r. zrobił specjalizację z okulistyki. W końcu lat 70. przebywał w Iraku.
Habilitował się w 1982 r. - rozprawą pt. Badanie tolerancji ustroju na działanie przyspieszeń na podstawie oceny prędkości przepływu krwi w tętnicy skroniowej i zaburzeń wzrokowych: praca na stopień doktora habilitowanego nauk medycznych. Tytuł profesora otrzymał 20 stycznia 1993 r.
W trakcie swojej kariery związany z licznymi organizacjami: m.in. Polskim Towarzystwem Astronautycznym, Polskim Towarzystwem Ergonomicznym, Polskim Towarzystwem Fizjologicznym, Międzynarodowej Federacji Astronautycznej; członek komisji PAN oraz Państwowej Komisji Śledczej Wypadków Lotniczych, członek Rady Naukowej Wojskowego Instytutu Medycyny Lotniczej.
W latach 1963–1993, używając wirówek, przeprowadził ok. 20 000 treningów i egzaminów dla pilotów. Był także instruktorem ok. 1 200 katapultowań za pomocą urządzeń treningowych o przyspieszeniu 9-16G. W 2015 r. przeszedł na emeryturę.

## Wybrane nagrody i odznaczenia
- 1973 r. Nagroda Ministra Obrony Narodowej za rozprawę na temat uszkodzeń kręgosłupa u pilotów katapultowanych,
- 1973 r. Złoty Medal Siły Zbrojne w Służbie Ojczyzny
- 1978 r. Złoty Krzyż Zasługi,
- 1985 r. Krzyż Kawalerski Orderu Odrodzenia Polski,
- 1986 r. Złoty Medal za Zasługi dla Obronności Kraju,
- 1987 r. Medal Zasłużony dla Wojsk Obrony Przeciwlotniczej Kraju,
- 1988 r. Medal Komisji Edukacji Narodowej,
- 1989 r. Medal Zasłużony dla Wojsk Lotniczych

oraz inne nagrody, w tym za pracę badawczą.
Opublikował 128 artykułów naukowych w polskich i zagranicznych czasopismach oraz kilkanaście rozdziałów podręcznikowych. Współautor podręcznika Wybrane problemy bezpieczeństwa załogi statku powietrznego w sytuacjach awaryjnych (wraz z S. Szajnarem) oraz Medycyna Lotnicza i Kosmiczna.